# Alexander Mogilny
Alexander Gennadevitch Mogilny (18 de fevereiro de 1969, Khabarovsk, URSS). Ex-jogador profissional de hóquei sobre o gelo.